# Thiên Sơn (nhà văn)
Thiên Sơn, tên thật là Nguyễn Xuân Hoàng (sinh năm 1972 tại Nghệ An), hiện công tác tại Tạp chí Điện ảnh ngày nay (nay là Tạp chí Thế giới điện ảnh), là một nhà văn Việt Nam đương đại, hội viên Hội Nhà văn Việt Nam.

## Tiểu sử
Thiên Sơn sinh ra và trải qua thời thơ ấu tại vùng quê biển Diễn Kim, Diễn Châu, Nghệ An. Người bác họ của Thiên Sơn là nhà văn Sơn Tùng, một nhà văn Việt Nam hiện đại nổi tiếng với những tác phẩm viết về Chủ tịch Hồ Chí Minh và các danh nhân văn hóa, danh nhân cách mạng Việt Nam. Những năm tháng tuổi trẻ, nhà văn Sơn Tùng đã như một người thầy, người bạn của Thiên Sơn, gieo nơi anh những khát vọng thôi thúc cầm bút, bước vào thế giới vô tận của sáng tạo nghệ thuật.
Trong khoảng thời gian 1991-1995 Thiên Sơn theo học Khóa 36, Khoa Ngữ Văn, Trường Đại học Tổng hợp Hà Nội (nay là Khoa Văn học, Trường Đại học Khoa học xã hội và Nhân văn, Đại học Quốc gia Hà Nội) và tốt nghiệp chuyên ngành Văn học, Khoa Ngữ Văn vào tháng 6/1995.
Sau khi ra trường, Thiên Sơn làm biên tập viên, nhà báo tại Tạp chí Điện ảnh ngày nay (sau là Tạp chí Thế giới điện ảnh thuộc Hội Điện ảnh Việt Nam), sáng tác văn chương và giảng dạy văn các cấp.

## Sự nghiệp
Từ khi bắt đầu cầm bút, Thiên Sơn đã thể hiện một bút lực dồi dào khi thử sức và đạt thành quả trên nhiều thể loại báo chí, thể loại văn học ở nhiều mảng đề tài, đặc biệt về các vấn đề chính trị, văn hóa, xã hội, con người Việt Nam đương đại. Hàng trăm bài báo đã được viết, gần 20 đầu sách từ thơ, tập truyện ngắn đến tiểu thuyết đã được xuất bản, nhiều trong số đó gây được tiếng vang công luận trong và ngoài nước.
Về sáng tác thơ, năm 1999 Thiên Sơn ra mắt thi tuyển đầu tay mang tên Ngọn lửa đầu tiên với gần 100 bài thơ. Như lời tác giả từng nhận định, tập thơ là tất cả những gì trong trẻo, tươi sáng ở độ tuổi 20, tuy nhiên khi ra đời không được giới chuyên môn để ý. Tròn 20 năm từ Ngọn lửa đầu tiên, trải qua Lá thay mùa (năm 2008), đến năm 2019 Thiên Sơn cho ra mắt tập thơ thứ ba có nhan đề Một tiếng gọi với hơn 50 sáng tác thực sự "là những lát cắt từ quá khứ, hiện tại và tương lai".
Trong mảng truyện ngắn, Thiên Sơn xuất bản tập truyện ngắn Người bên lề năm 2001 tập hợp 9 truyện được viết trong khoảng thời gian khá dài, bắt đầu với "Người đàn bà điên" viết ngày 14-16/11/1993 khi tác giả đang là một sinh viên đại học, và khép lại với "Chuyện buồn của chị" viết trong khoảng ngày 22-31/1/2000. Những câu chuyện "xuất phát từ cảm hứng nhân văn từ nỗi đau về số phận con người bị gạt ra một bên lề trong cuộc chuyển động nhanh chóng của lịch sử" này còn được tiếp tục, mở rộng không ngừng, và trong lần xuất bản đầy đủ hơn vào năm 2008 vẫn dưới tên gọi Người bên lề, tập truyện ngắn đã bao gồm tới 22 truyện.
Tháng 9/2020 Thiên Sơn ra mắt tập truyện ngắn Cây mạ ly huyền bí gồm 12 truyện được tác giả thực hiện trong hơn 10 năm. Theo lời tác giả tự bạch, mỗi truyện đã cố gắng để dựng lên ít nhất một nét riêng tư, một cảnh đời, một số phận hoặc một vấn đề day dứt, một trải nghiệm đớn đau, thậm chí là một khám phá về những góc khuất của cuộc sống. Tác giả Đào Nguyên viết nhận xét "mỗi câu chuyện là một niềm tâm sự, một cảnh đời hoặc một ý niệm đớn đau đã được hình tượng hóa. Toàn bộ các truyện ngắn ở đây hợp lại như một thế giới đa chiều, phong phú, gợi ngẫm suy"
Về tiểu thuyết, tiểu thuyết đầu tay Màu xanh ký ức của Thiên Sơn ra mắt độc giả năm 2000, một tác phẩm về những năm tháng tuổi trẻ học đường được tác giả dồn tâm viết trong khoảng thời gian chừng 2 tháng bằng một cảm xúc mãnh liệt. Sách được gửi đến cuộc thi tiểu thuyết của Hội Nhà văn Việt Nam lần thứ nhất (cuộc thi 1998-2000), vượt qua vòng sơ khảo nhưng không được giải, với đánh giá thẩm định của giám khảo: “Tác phẩm có những trang viết run rẩy, sống động vào loại hiếm hoi trong văn học Việt Nam hiện đại”.
Năm 2008 Thiên Sơn ra mắt tiểu thuyết Dòng sông chết với hai chủ đề chính là sự tàn hủy môi trường sống và một ẩn dụ về sự không cứu vãn được trước sự suy thoái của trí tuệ con người. Hai năm sau, năm 2010, tác phẩm giành được giải thưởng của Hội Nhà văn Việt Nam.
Thiên Sơn trở nên nổi tiếng khi tiểu thuyết Đại gia (tiểu thuyết ba tập, đã xuất bản "tập 1: Tam giác ngầm", "tập 2: Quyền lực đen") viết về thế giới ngầm của những "tư bản đỏ" ra mắt năm 2013 bị đình bản. Bộ tiểu thuyết đồ sộ bộ ba mà chỉ 2 tập được xuất bản đã dày tới hơn 1.100 trang này, theo nhận định của nhà văn Võ Thị Hảo (được trích dẫn trên bìa 4 của sách): “Tác giả đã đau đớn để nhận biết, để đồng hành, để cập nhật với nỗi đau của những phận người đông đảo mà bé nhỏ, bị bóp nghẹt trong thế giới của quyền lực đen. Một khát vọng cháy bỏng muốn hành động để sự bóp méo này, ung hoại này được cắt bỏ và những vết thương lành lại”. Theo tác giả, khi Đại gia viết ra, từng phải trải qua tới 12 nhà xuất bản mới in được, và khi in thì có người nói tác giả đã "cường điệu quá mức" nên ra quyết định ngừng phát hành.
Năm 2020 tiểu thuyết lịch sử Gió bụi đầy trời, cuốn tiểu thuyết rất lớn và sinh động viết về giai đoạn lịch sử của Việt Nam sau Cách mạng tháng Tám năm 1945 của Thiên Sơn được xuất bản. Trong tác phẩm, Thiên Sơn khẳng định "viết về giai đoạn lịch sử vô cùng đặc biệt thời hiện đại, mong muốn của tôi là mở ra cái không gian bên trong của tâm tưởng các nhân vật, khám phá những bí ẩn phía sau các sự kiện quan trọng. Từ đó giúp người đọc hình dung về sự phức tạp, đa chiều và sự giằng xé của các khuynh hướng tư tưởng chi phối đến dòng chảy lịch sử". Theo Ngô Thảo nhà văn khi "tái hiện một thời điểm lịch sử đặc biệt phức tạp và rối rắm, với những nhân vật quen thuộc được giữ tên thật, vị trí thật thuộc nhiều lực lượng, phe phái, quan điểm khác nhau, nhiều khi đối địch" đã biết "mạnh dạn chọn cho mình một vị trí, một điểm nhìn, một cách thể hiện khách quan nhất có thể". Tác phẩm chính thức được phát hành trung tuần tháng 9/2020.

## Tác phẩm

### Tiểu thuyết
- Màu xanh ký ức (tiểu thuyết, xuất bản lần đầu năm 2000, tái bản 2007)
- Hồn đất (tiểu thuyết, 2004)
- Bật rễ (tiểu thuyết, xuất bản lần đầu 2005, tái bản 2011)
- Dòng sông chết (tiểu thuyết, xuất bản lần đầu 2008, tái bản 2011)
- Đại gia (tiểu thuyết, xuất bản lần đầu 2 tập năm 2013)
- Gió bụi đầy trời (tiểu thuyết lịch sử, 2020)

### Truyện ngắn
- Người bên lề (tập truyện ngắn, xuất bản lần đầu (2001, tái bản với bản in đầy đủ năm 2006, 2009, 2012)
- Gửi lại tuổi thơ (tập truyện thiếu nhi, 2006)
- Cây mạ ly huyền bí (tập truyện ngắn, 2020)

### Thơ
- Ngọn lửa đầu tiên (tập thơ, xuất bản lần đầu 1999, tái bản 2009)
- Lá thay mùa (tập thơ, 2008)
- Một tiếng gọi (tập thơ, 2019)

## Giải thưởng
Thiên Sơn từng là nhà văn trẻ nhất giành giải thưởng tại Cuộc thi tiểu thuyết lần thứ 3 (2006-2010) do Hội Nhà văn Việt Nam phát động, với giải C cho tiểu thuyết Dòng sông chết, và trong cuộc thi này ông cũng là tác giả duy nhất thắng giải mà chưa phải là hội viên Hội Nhà văn Việt Nam.
Ngày 11/11/2020 Hội Nhà văn Việt Nam công bố kết quả Cuộc thi tiểu thuyết lần thứ 5 (2016-2020) và giải thưởng Hội Nhà văn 2020, theo đó tiểu thuyết Gió bụi đầy trời của Thiên Sơn đã cùng với 6 tiểu thuyết của các tác giả khác được Ban tổ chức cuộc thi trao giải 3.